# Nokaut (együttes)
A Nokaut (cirill betűkkel: Нокаут) egy macedón popegyüttes, mely 1997-ben alakult. 2001-ben elnyerték az Arany Katicabogár-díjat (Zlatna Bubamara). 2003 és 2006 között működésük szünetelt.

## Tagok
- Nikola Perevski
- Vladimir Krstevski
- Blagoja Antovski
- Gorjan Petrovski
- Bojan Perevski
- Borče Kuzmanovski
- Viktor Nikolovski
- Luaj Redžepov

## Lemezeik
- Nokaut (1998)
- Do posleden zdiv (2002)
- DeLuxe (2007)